# シドニー・ファーンバック賞
シドニー・ファーンバック賞 (英語: Sidney Fernbach Award) は、計算科学分野に対する顕著な貢献を行った研究者を称える賞。特にスーパーコンピュータ利用の独創性が審査基準となっている。IEEE Computer Societyによって運営され、毎年11月に開催されるSupercomputing Conference（SC）において表彰式が行われる。アメリカの物理学者の名を冠して創設された。

## 受賞者一覧
- William M. Tang, 2024
- Manish Parashar, 2023
- Torsten Hoefler, 2022
- David Bader, 2021
- Salman Habib, 2020
- Alan Edelman, 2019
- Linda Petzold, 2018
- de:Steven J. Plimpton, 2017 「材料科学、化学、生化学およびその他の関連分野で高度な研究を行っている高性能シミュレーションフレームワークに対して」[1]
- de:Vipin Kumar, 2016 「スケーラビリティを理解するための基礎的業績およびグラフ分割、疎線形系、データマイニングのためのスケーラビリティの高いアルゴリズムに対して」[2]
- Alex Szalay, 2015 「データ集約型コンピューティングシステムの開発への傑出した貢献および天体物理学、乱気流、ゲノミクスなどの多くの科学分野においてこのシステムを応用してきたことに対して」[3]
- 松岡聡, 2014 「高度なインフラプラットフォーム、大規模スーパーコンピュータ、ヘテロ型GPU/CPUスーパーコンピュータにおける高性能コンピューティングのためのソフトウェアシステムへの業績に対して」[4]
- Christopher R. Johnson, 2013. 「生物医学の多くの領域にコンピューティング、シミュレーション、ビジュアライゼーションを導入する卓越した貢献および先駆的な研究に対して」[5]
- Laxmikant V. Kale and Klaus Schulten, 2012. 「大規模生体分子系シミュレーションに広く使用される並列ソフトウェアの開発に対する卓越した貢献に対して」[6]
- クリーブ・モラー, 2011. 「線形代数や数学用ソフトウェア、計算科学を可能にするツールへの多大な貢献に対して」
- James Demmel（英語版）, 2010. 「適応的で斬新な、高いパフォーマンスの線形代数ソフトウェア開発における計算科学でのリーダーシップに対して」
- ロベルト・カー and en:Michele Parrinello, 2009. 「物質の化学及び物理学のモデル化のための現代的な理論・実用上の基礎の確立におけるリーダーシップに対して」
- ビル・グロップ(William D. Gropp), 2008. 「領域分割法、偏微分方程式の並列数値解法のためのスケーラブルなツール群、及び現在主流となっている高性能計算のための通信インタフェースの開発への顕著な貢献に対して」
- en:David E Keyes, 2007. 「非線形偏微分方程式のためのスケーラブルな数値アルゴリズムの開発への顕著な貢献と、高性能計算における優れたリーダーシップに対して」
- en:Edward Seidel, 2006. 「物理学、特にブラックホール衝突シミュレーションのモデル化に関する複雑な問題の数値的な共同研究を可能にした、高性能計算及びグリッドコンピューティングのためのソフトウェア開発への顕著な貢献に対して」
- en:John B. Bell, 2005. 「数値アルゴリズム、数学及び計算ツールの開発と、燃焼、流体力学、凝縮系に関する最先端の科学研究へのこれらの手法の適用に関する顕著な貢献に対して」
- en:Marsha Berger, 2004. 「解適合格子法、直交格子法、及び従来解析が困難であった問題を解くための実用的な数学アルゴリズムの開発を含む数値流体力学への多くの貢献と多大な影響に対して」
- ジャック・ドンガラ(Jack Dongarra), 2003. 「数学ソフトウェア、特に並列処理、数値ライブラリ、及び高性能計算ベンチマーク分野への卓越した長期に渡る貢献に対して」
- en:Robert J. Harrison, 2002. 「基礎的なアルゴリズムに関する研究と計算機科学に関する革新的なアイデアを統合し、スケーラビリティを実現した計算化学ソフトウェアパッケージの開発と、それにより化学アプリケーションに従来にないモデル化能力をもたらした功績に対して」
- de:Stephen W. Attaway, 2000. 「空前の規模と精度でのシミュレーションを可能にした過渡現象のモデル化手法に関する先駆的業績に対して」
- de:Michael L. Norman, 1999. 「宇宙物理学、宇宙論分野の大規模問題への並列処理の適用に関する最先端の研究に対して」
- en:Phillip Colella, 1998. 「数値偏微分方程式の求解、及び衝撃波物理やその他の流体力学問題に対する我々の理解を大いに深めたソフトウェア手法の開発への基礎的な貢献に対して」
- en:Charbel Farhat, 1997. 「機械工学界の並列処理技術導入を手助けした並列数値アルゴリズムと並列ソフトウェアパッケージの開発への顕著な貢献に対して」
- de:Gary A. Glatzmaier, 1996. 「地球ダイナモとそれによって生ずる時間依存の磁場の現実的な計算機シミュレーションを初めて実現した革新的な数値計算手法に対して」
- de:Paul R. Woodward, 1995. 「流体力学における新たなアルゴリズムの開発と、最大規模の乱流シミュレーションを実行し、リアルタイムに可視化するためのハードウェア・ソフトウェア技術への絶えることのない革新的な取り組みに対して」
- en:Charles S. Peskin, 1994. 「計算能力の限界を15年以上前進させ、生活の質を高めるスーパーコンピュータ技術の発展に貢献した、血流と心臓に関する重要かつ実際的な研究上の疑問に対する数学的モデル化手法の革新的な適用に対して」
- David H. Bailey, 1993. 「ベクトル計算機アーキテクチャ上での高速フーリエ変換、行列積、及び多倍長演算に関する革新的なアルゴリズムを含む、数値計算科学への貢献に対して」